# Loan Thư
Loan Thư (chữ Hán: 欒書, bính âm: Luán Shū), tức Loan Vũ tử (欒武子), là tông chủ của họ Loan, thế gia nước Tấn thời Xuân Thu trong lịch sử Trung Quốc.

## Thân thế
Tổ tiên của họ Loan là Tân Phụ, vốn mang họ Cơ, thuộc dòng dõi công thất nước Tấn. Tân Phụ có công phò tá Khúc Ốc Hoàn Thúc tranh ngôi với chi trưởng nên được phong ở ấp Loan, từ đó lấy chữ Loan làm họ, truyền dần đến đời Loan Chỉ. Loan Chỉ theo giúp Tấn Văn công xưng bá chư hầu, được phong làm Hạ quân tướng, thống lĩnh Hạ quân, từ đó trở nên một gia tộc lớn. Loan Chỉ sinh Loan Thuẫn, Loan Thuẫn sinh Loan Thư. Sau khi Loan Thuẫn qua đời, Loan Thư lên nối chức cha làm đại phu. Năm 597 TCN, ông được phong làm Hạ quân tá.

## Chiến tranh với Sở và Tề
Cùng năm đó, Sở Trang vương vây nước Trịnh. Trịnh Tương công cầu cứu nước Tấn. Tấn Cảnh công sai Loan Thư cùng các đại phu Tuân Lâm Phủ, Sĩ Hội, Khước Khắc, Tiên Hộc, Hàn Quyết cứu Trịnh.
Quân Tấn đi chậm, khi đến nơi thì Trịnh Tương công đã phải ra hàng và ăn thề với Sở Trang vương. Tuân Lâm Phủ định quay về, Tiên Hộc đề nghị tiến quân giao chiến. Tuân Lâm Phủ lệnh cho toàn quân qua sông Hoàng Hà. Hai bên đánh nhau to, quân Tấn bị đánh bại. Khi chạy về đến sông Hoàng Hà, các binh sĩ tranh nhau qua sông, nhiều người bị giết. Tướng Trí Anh bị bắt.
Năm 592 TCN, Tấn Cảnh công cử Khước Khắc làm chánh sứ và Loan Kinh làm phó sứ sang Tề. Tề Khoảnh công thấy Khước Khắc bị gù, bèn bày trò mua vui cho mẹ bằng cách dùng người gù đánh xe cho mẹ, đồng thời cũng trêu chọc sứ Lỗ và Vệ. Khước Khắc nổi giận bèn bỏ, xin Tấn Cảnh công đem quân đánh Tề.
Năm 591 TCN, Tấn Cảnh công bèn chấp thuận cho Khước Khắc đánh Tề, vua Tề phải gửi con tin cầu hòa.
Năm 589 TCN, Tề Khoảnh công mang quân đánh nước Lỗ và nước Vệ. Tấn Cảnh công bèn sai Loan Thư cùng Khước Khắc, Sĩ Nhiếp, Hàn Quyết mang 800 cỗ xe đi cứu Lỗ và Vệ. Quân Tấn đại thắng, suýt bắt được vua Tề. Tề Khoảnh công phải sai Tân Mỵ Nhân đi sứ giảng hòa.
Năm 587 TCN, Tấn Cảnh công thăng Loan Thư làm Trung quân tướng, tức Chính khanh nước Tấn.
Năm 585 TCN, Sở Cung vương đem quân đánh nước Trịnh, Loan Thư suất quân cứu Trịnh, đánh lui quân Sở, bắt được tướng Sở là Chung Nghi. Sau đó Tấn và Trịnh hội thề ở Mã Lăng.
Theo Tả truyện, sau khi Triệu Sóc (con Triệu Thuẫn) mất, vợ Sóc là Trang cơ tư thông với Triệu Anh Tề, Triệu Quát đang làm đại phu họ Triệu, đuổi Anh Tề. Năm 583 TCN, Trang Cơ thù Triệu Quát, gièm pha với Tấn Cảnh công. Loan Thư và Khước Khắc hùa theo Trang Cơ, vu khống Triệu Quát tạo phản, Tấn Cảnh công bèn giết Triệu Quát.
Năm 583 TCN, Sở Cung vương dùng của cải để lôi kéo nước Trịnh. Trịnh lại theo Sở. Sau đó Trịnh Thành công sang triều kiến nước Tấn để giữ quan hệ, bị Tấn Cảnh công bắt giữ. Nước Trịnh sai Bá Quyên đến xin giảng hòa, Tấn Cảnh công giết Bá Quyên, sai Loan Thư đi đánh Trịnh. Đầu năm 582 TCN, Loan Thư dẫn quân tiến đến nước Trịnh.
Nước Trịnh không đầu hàng, lại mang quân vây nước Hứa. Đến tháng 5, nước Tấn tập hợp thêm các chư hầu Tề, Tống, Tào đi đánh Trịnh.
Người nước Trịnh đã lập con Trịnh Thành công là Trịnh Hi công làm vua mới. Loan Thư thấy Trịnh đã chính thức lập vua mới liền bàn với chư hầu nên trả lại vua Trịnh. Tấn Lệ công thả Trịnh Thành công về nước.

## Giết Tấn Lệ công
Tấn Lệ công có nhiều vợ, muốn bỏ các đại phu mà cho các họ ngoại thích là anh em các bà vợ vào làm quan. Anh vợ của Lệ công là Tư Đồng có hiềm khích với Khước Chí (郤至), Loan Thư cũng giận Khước Chí không cùng ý kiến với mình khi giao tranh với quân Sở, nên xảy ra thù oán.
Cùng lúc, Sở Cung vương cũng cho người đến gièm pha với Lệ công:
"Sở dĩ có trận Yển Lăng vì Khước Chí gọi quân Sở đến vì ý đồ làm loạn nước Tấn để đưa công tử Chu về làm vua. Vì các chư hầu không tham dự đủ để giúp Sở nên việc không thành thôi".
Tấn Lệ công hỏi ý Loan Thư. Loan Thư vốn ghét Khước Chí nên đề nghị cho điều tra. Tấn Lệ công bèn sai Khước Chí đi sứ nhà Chu thăm công tử Chu. Trong khi đó chính Loan Thư lại nói với công tử Chu nên gặp gỡ Khước Chí. Khước Chí không biết là mưu sắp đặt nên gặp gỡ công tử Chu. Tấn Lệ công được tin, cho rằng Khước Chí có ý phản thật, muốn giết Khước Chí.
Khước Kỳ khuyên Khước Chí ra tay trước nhưng Khước Chí không muốn mang tiếng phản vua và gây ra tranh chiến tàn hại dân, chấp nhận cái chết.
Tháng 12 năm đó, Tấn Lệ công bắt giết hết cả họ Khước Chí. Nhân đó Tư Đồng muốn trừ khử cả Loan Thư và Tuân Yển, bèn bắt hai người đến triều đình, khuyên Tấn Lệ công giết luôn. Tấn Lệ công không nỡ ra tay, tạ lỗi với Loan Thư và Tuân Yển và thả hai người về.
Loan Thư cùng Tuân Yển sợ sẽ bị giết, bèn bàn nhau ra tay trước. Tháng chạp nhuận năm 573 TCN, Loan Thư và Tuân Yển nhân lúc Tấn Lệ công ra ngoài chơi bèn mang quân đánh úp, bắt sống Tấn Lệ công giam lại.
Sau 6 ngày, Loan Thư sai người đến giết chết Lệ công và dùng một cỗ xe chôn cất ông, lập công tử Chu lên ngôi, tức Tấn Điệu công
Cùng năm đó, Loan Thư qua đời. Con ông là Loan Yểm lên thế tập.